# 제66회 골든 글로브상
제66회 골든 글로브상은 2008년 상영된 영화 중 가장 뛰어난 영화를 수상하기 위해 2009년 1월에 열린 시상식이다. 베버리 힐튼에서 개최되었다.

## 수상 및 후보

### 작품상-드라마
- 슬럼독 밀리어네어 수상
- 벤자민 버튼의 시간은 거꾸로 간다
- 프로스트 VS 닉슨
- 더 리더 - 책 읽어주는 남자
- 레볼루셔너리 로드

### 여우주연상-드라마
- 레볼루셔너리 로드 - 케이트 윈슬렛 수상
- 레이첼, 결혼하다 - 앤 해서웨이
- 체인질링 - 안젤리나 졸리
- 다우트 - 메릴 스트립
- 당신을 오랫동안 사랑했어요 - 크리스틴 스콧 토마스

### 남우주연상-드라마
- 더 레슬러 - 미키 루크 수상
- 레볼루셔너리 로드 - 레오나르도 디카프리오
- 프로스트 VS 닉슨 - 프랭크 란젤라
- 밀크 - 숀 펜
- 벤자민 버튼의 시간은 거꾸로 간다 - 브래드 피트

### 작품상-뮤지컬코미디
- 내 남자의 아내도 좋아 수상
- 번 애프터 리딩
- 해피 고 럭키
- 킬러들의 도시
- 맘마 미아!

### 여우주연상-뮤지컬코미디
- 해피 고 럭키 - 샐리 호킨스 수상
- 내 남자의 아내도 좋아 - 레베카 홀
- 번 애프터 리딩 - 프란시스 맥도맨드
- 맘마 미아! - 메릴 스트립
- 라스트 찬스 하비 - 엠마 톰슨

### 남우주연상-뮤지컬코미디
- 킬러들의 도시 - 콜린 파렐 수상
- 내 남자의 아내도 좋아 - 하비에르 바르뎀
- 파인애플 익스프레스 - 제임스 프랭코
- 킬러들의 도시 - 브렌단 글리슨
- 라스트 찬스 하비 - 더스틴 호프만

### 여우조연상
- 더 리더 - 책 읽어주는 남자 - 케이트 윈슬렛 수상
- 다우트 - 에이미 아담스
- 내 남자의 아내도 좋아 - 페넬로페 크루즈
- 다우트 - 비올라 데이비스
- 더 레슬러 - 마리사 토메이

### 남우조연상
- 다크 나이트 - 히스 레저 수상
- 트로픽 썬더 - 로버트 다우니 주니어
- 트로픽 썬더 - 톰 크루즈
- 공작부인: 세기의 스캔들 - 랄프 파인즈
- 다우트 - 필립 세이모어 호프만

### 장편애니메이션상
- 월-E 수상
- 볼트
- 쿵푸 팬더

### 외국어 영화상
- 바시르와 왈츠를 - 아리 폴만 수상
- 더 바더 마인허프 컴플렉스
- 영원한 순간 - 얀 트로엘
- 고모라 - 마테오 가로네
- 당신을 오랫동안 사랑했어요 - 필립 클로델

### 감독상
- 슬럼독 밀리어네어 - 대니 보일 수상
- 더 리더 - 책 읽어주는 남자 - 스티븐 달드리
- 벤자민 버튼의 시간은 거꾸로 간다 - 데이빗 핀처
- 프로스트 VS 닉슨 - 론 하워드
- 레볼루셔너리 로드 - 샘 멘데스

### 각본상
- 슬럼독 밀리어네어 - 사이몬 비우포이 수상
- 벤자민 버튼의 시간은 거꾸로 간다 - 에릭 로스
- 다우트 - 존 패트릭 샌리
- 프로스트 VS 닉슨 - 피터 모건
- 더 리더 - 책 읽어주는 남자 - 데이비드 헤어

### 음악상
- 슬럼독 밀리어네어 - A.R. 라만 수상
- 벤자민 버튼의 시간은 거꾸로 간다 - 알렉상드르 데스플라
- 체인질링 - 클린트 이스트우드
- 디파이언스 - 제임스 뉴턴 하워드
- 프로스트 VS 닉슨 - 한스 짐머

### 주제가상
- 더 레슬러 수상
- 월-E
- 그랜 토리노
- 볼트
- 캐딜락 레코드

### 작품상-TV 드라마
- 매드 맨 수상
- 덱스터
- 하우스 M.D.
- 인 트리트먼트
- 트루 블러드

### 여우주연상-TV 드라마
- 트루 블러드 - 안나 파킨 수상
- 브라더스 앤 시스터스 - 샐리 필드
- 법과 질서 - 성범죄 수사대 - 마리스카 하지테이
- 매드 맨 - 재뉴어리 존스
- 클로저 시즌 4 - 카이라 세드윅

### 남우주연상-TV 드라마
- 인 트리트먼트 - 가브리엘 번 수상
- 덱스터 - 마이클 C. 홀
- 매드 맨 - 존 햄
- 하우스 M.D. - 휴 로리
- 튜더스 - 천년의 스캔들 - 조나단 리스 마이어스

### 작품상-TV 뮤지컬,코미디
- 30 락 수상
- 캘리포니케이션
- 안투라지
- 오피스
- 위즈 시즌 4

### 여우주연상-TV 뮤지컬,코미디
- 30 락 - 티나 페이 수상
- 위즈 - 메리-루이스 파커
- 스타터 와이프 - 데브라 메싱
- 어글리 베티 - 아메리카 페레라
- 사만다가 누구야? - 크리스티나 애플게이트

### 남우주연상-TV 뮤지컬,코미디
- 30 락 - 알렉 볼드윈 수상
- 명탐정 몽크 시즌7 - 토니 샬호브
- 캘리포니케이션 - 데이비드 듀코브니
- 안투라지 - 케빈 코넬리
- 오피스 - 스티브 카렐

### 작품상-TV 미니시리즈,영화
- 존 아담스 수상
- 리카운트
- Cranford
- 버나드 앤 도리스
- A Raisin In The Sun

### 여우주연상-TV 미니시리즈,영화
- 존 아담스 - 로라 리니 수상
- Cranford - 주디 덴치
- 아메리칸 크라임 - 캐서린 키너
- Coco Chanel - 셜리 맥클레인
- 버나드 앤 도리스 - 수잔 서랜든

### 남우주연상-TV 미니시리즈,영화
- 존 아담스 - 폴 지아마티 수상
- 버나드 앤 도리스 - 랄프 파인즈
- 리카운트 - 케빈 스페이시
- 24 - 키퍼 서덜랜드
- 리카운트 - 톰 윌킨슨

### 여우조연상-TV
- 리카운트 - 로라 던 수상
- 인 트리트먼트 - 다이앤 위스트
- 브라더스 앤 시스터스 - 레이첼 그리피스
- 인 트리트먼트 - 멜리사 조지
- Cranford - 에일린 앗킨스

### 남우조연상-TV
- 존 아담스 - 톰 윌킨슨 수상
- 아이 러브 프렌즈 - 닐 패트릭 해리스
- 리카운트 - 데니스 리어리
- 안투라지 - 제레미 피번
- 인 트리트먼트 - 블레어 언더우드

## 같이 보기
- 할리우드 외신 기자 협회
- 제81회 아카데미상
- 제61회 프라임타임 에미상
- 제60회 프라임타임 에미상
- 제15회 미국 배우 조합상
- 제62회 영국 아카데미 영화상
- 제29회 골든 래즈베리상